# Dismorphia zathoe
Espèce
Dismorphia zathoe est une espèce d'insectes lépidoptères de la famille des Pieridae, de la sous-famille des Dismorphiinae et du genre Dismorphia.

## Taxonomie
Dismorphia zathoe a été décrit par William Chapman Hewitson en 1858 sous le nom de Leptalis zathoe.

### Sous-espèces
- Dismorphia zathoe zathoe en Colombie.
- Dismorphia zathoe core (C. & R. Felder, 1861); au Venezuela.
- Dismorphia zathoe demeter Röber, 1909; en Colombie.
- Dismorphia zathoe othoe (Hewitson, 1867); en Équateur et en Colombie.
- Dismorphia zathoe pallidula Butler & Druce, 1874; au Costa Rica et à Panama.
- Dismorphia zathoe proserpina Grose-Smith & Kirby, 1897;  en Guyane[1].

### Noms vernaculaires
Dismorphia zathoe se nomme Zathoe Mimic White en anglais.

## Description
Dismorphia  zathoe est un papillon blanc et marron  avec les ailes antérieures marron ornéés de taches blanches et les ailes postérieures blanches plus ou moins largement bordées de marron.
Le revers est blanc nacré.

## Biologie

### Plantes hôtes
Les plantes hôtes de sa chenille sont des Inga dont Inga densiflora.

## Écologie et distribution
Il est présent  en Amérique centrale au Costa Rica et à Panama, et tout au nord de l'Amérique du sud, en Guyane, en Colombie,  en Équateur et au Venezuela.

### Biotope
Il réside

### Protection
Pas de statut de protection particulier.